# Кантон (Мичиген)
Кантон (енгл. Canton) град је у америчкој савезној држави Мичиген.

## Демографија
По попису из 2000. године број становника је 76.366.
| Група             | 2000.          | 2010.    |
| Белци             | 62.846 (82,3%) | 0 (0,0%) |
| Афроамериканци    | 3.466 (4,5%)   | 0 (0,0%) |
| Азијати           | 6.664 (8,7%)   | 0 (0,0%) |
| Хиспаноамериканци | 1.788 (2,3%)   | 0 (0,0%) |
| Укупно            | 76.366         | 0        |